# Canon de 100 mm modèle 53
Pour les articles homonymes, voir Canon de 100 mm.
Le canon de 100 mm Modèle 53 et dérivés est un canon naval multicible (mer-air, mer-mer, mer-sol) dont les différentes versions équipent la plupart des navires militaires français post-Seconde Guerre mondiale.

## Histoire
L'étude a été lancée en 1953 au STCAN (Service technique des constructions et armes navales) d'un canon naval polyvalent capable d'assurer la défense antiaérienne, la lutte antinavire ou le tir sur des objectifs terrestres. Fabriqué par l'ECAN (Établissement des constructions et armes navales) Ruelle.
La première tourelle de 100 mm modèle 53 a été d'abord testée sur l'escorteur rapide Le Brestois en 1958 avant d'équiper progressivement tous les nouveaux bâtiments de combat français, des avisos type A69 aux porte-avions, et ce jusqu'aux frégates de la classe La Fayette construites à partir de 1999.

## Evolutions
Sa portée antiaérienne est de 6 000 mètres et de 12 000 mètres contre des cibles flottantes ou terrestres. Sa cadence initiale de 60 coups par minute a été portée à 72 coups par minute sur le modèle 64 puis 78 coups par minute sur les modèles 68 et 100TR.
L'automatisation réalisée sur le modèle 68 ne nécessite plus de servant.
La version 100TR (Technologie Renouvelée) est mécaniquement identique, mais permet de réduire la signature radar du canon, via l'emploi de matériaux composites.

## Galerie

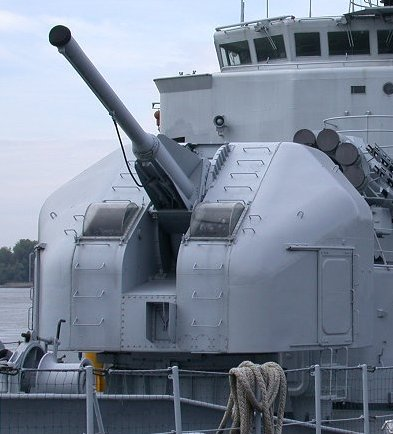
Modèle 53 sur le Maillé-Brézé.
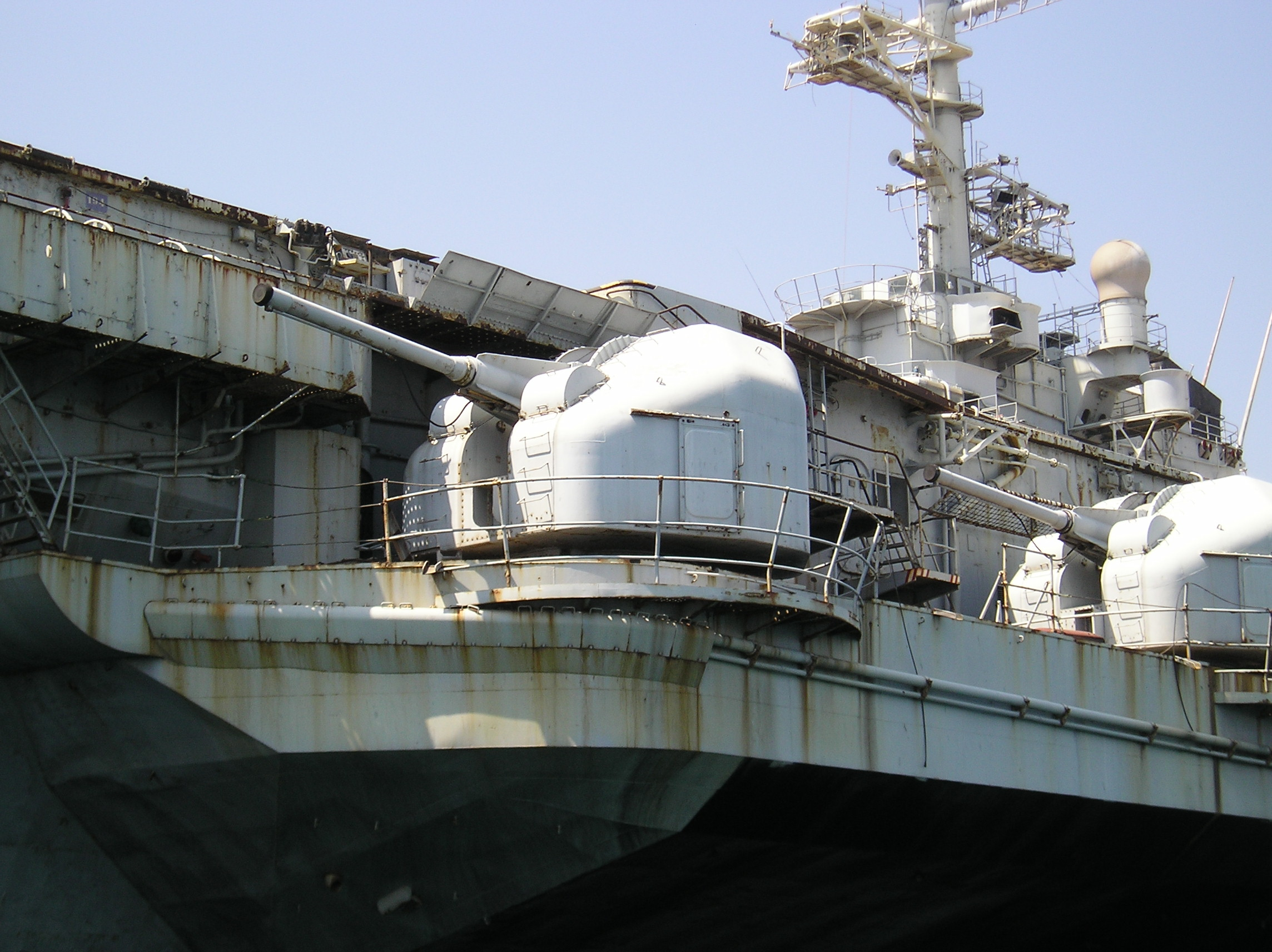
Modèle 64 sur le porte-avions Clemenceau.
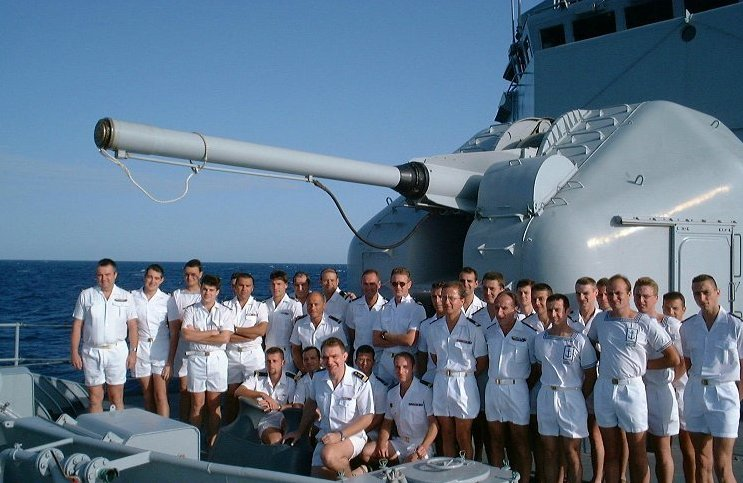
Modèle 68 sur la frégate La Motte-Picquet.
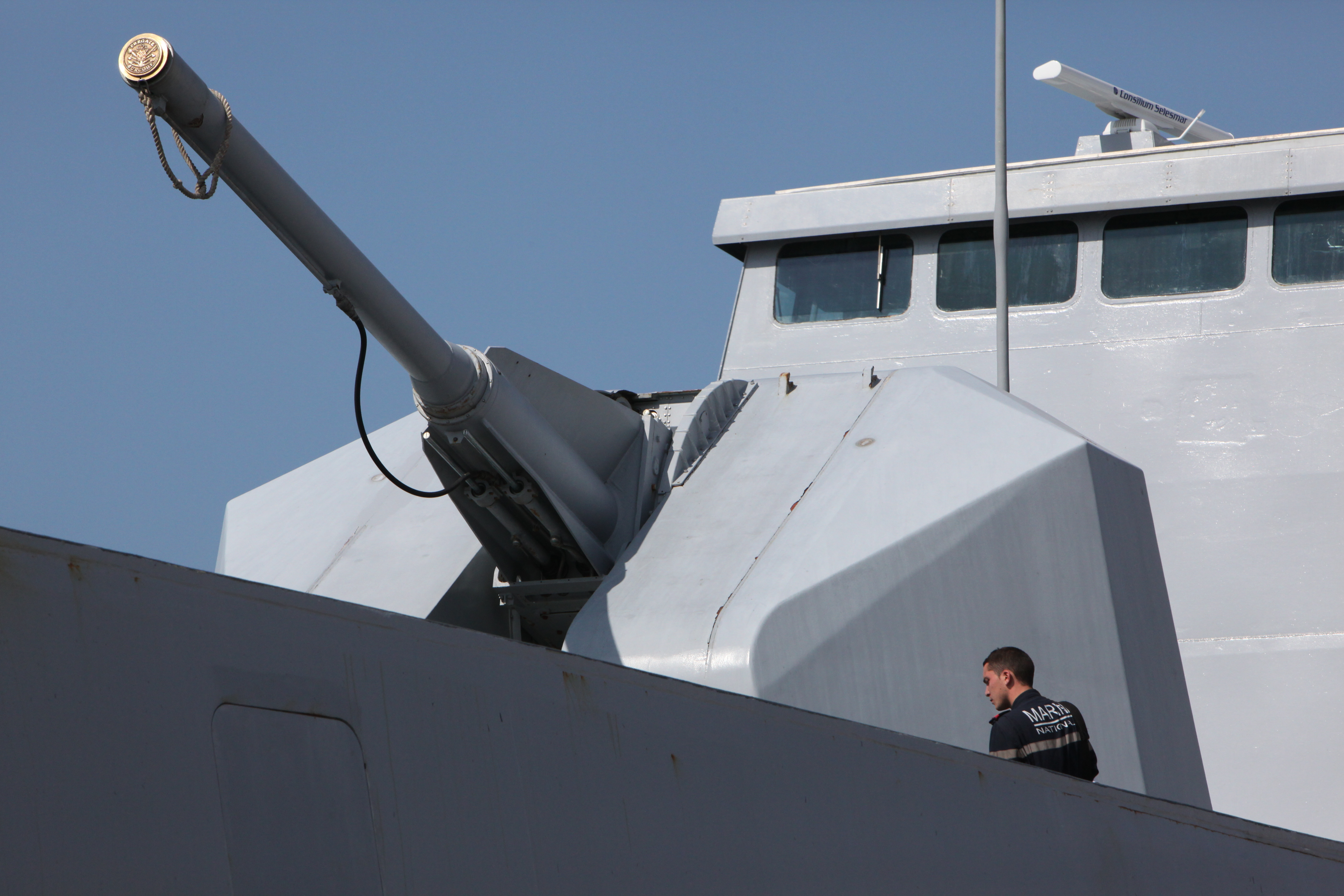
Modèle 100 TR sur la frégate Surcouf.
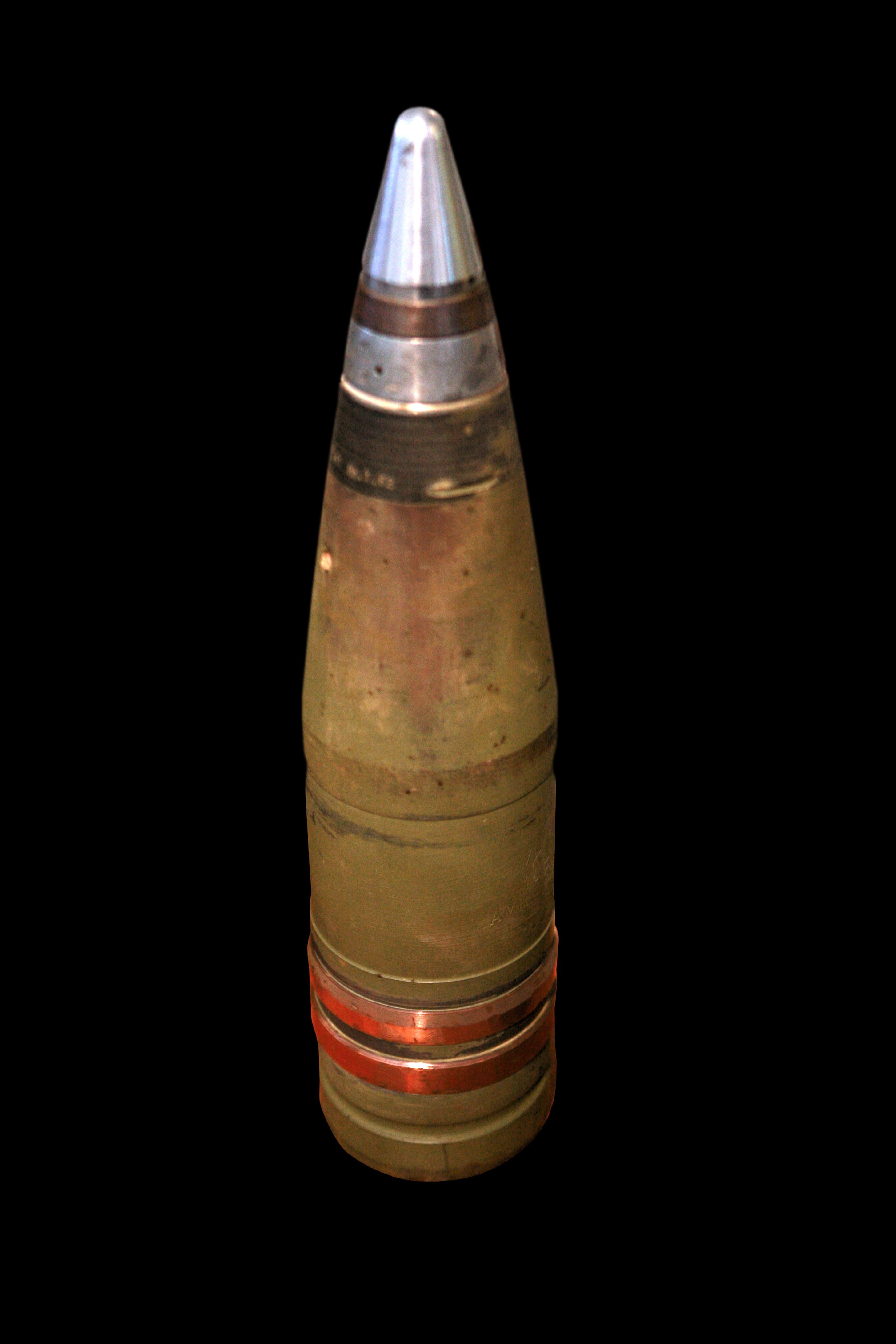
Obus de 100 mm (modèle 1957).
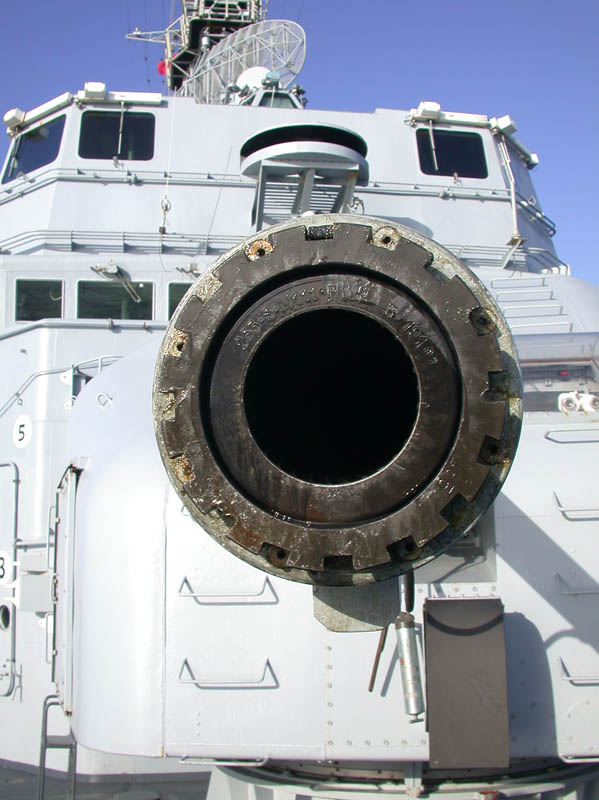
Bouche d'un canon de 100 mm.

## Bâtiments français équipés de la tourelle de 100 mm
- 2 porte-avions (Clemenceau, Foch), 8 pièces à l'origine
- 1 croiseur (Colbert après refonte), 2 pièces
- 3 frégates ASM (classe Tourville), 3 puis 2 pièces
- 7 frégates ASM (classe Georges Leygues), 1 pièce
- 2 frégates AA (classe Cassard), 1 pièce
- 5 frégates légère furtives (classe La Fayette), 1 pièce
- 6 frégates de surveillance (classe Floréal), 1 pièce
- 17 avisos (classe d'Estienne d'Orves), 1 pièce

### Modèle 1953
- 6 escorteurs d'escadre (La Galissonnière plus 5 de type T 47 refondus ASM), 2 pièces
- 9 avisos escorteurs (classe Commandant Rivière), 2 ou 3 pièces
- 4 destroyer (classe Hamburg), 4 pièces
- 6 frégates (classe Köln), 2 pièces

### Modèle 1964
- 1 porte-hélicoptères (Jeanne d'Arc), 4 pièces
- 2 frégates lance engins (classe Suffren), 2 pièces

## Avenir
Des années 1960 aux années 2000, ce canon, constamment amélioré et qui donnait jusqu'à présent pleine satisfaction, est embarqué sur tous les bâtiments de combat français et vendus à l'exportation. Actuellement pour les FDA classe Horizon et les FREMM classe Aquitaine, c'est le canon Oto-Breda de 76 mm qui constitue l'artillerie principale de ces bâtiments de nouvelle génération.
Dans la marine chinoise, des versions sous licence et adaptées à l'électronique utilisée en Chine sont construites depuis les années 1980 sous le nom de type 210 et type H/PJ87.